# Jagten på Willie Boy
Jagten på Willie Boy (originaltitel: Tell Them Willie Boy Is Here) er en amerikansk westernfilm fra 1969. Filmen er baseret på den virkelige historie om den oprindelige amerikaner Willie Boy, der 1909 jagtes af den lokale vice-sheriff omkring byen Banning i Californien.
Filmen blev instrueret af Abraham Polonsky, der også skrev filmens manuskript baseret på Harry Lawtons roman fra 1960 Willie Boy: A Desert Manhunt. Filmen er Polonskys første film siden since Force of Evil fra 1948, der førte til, at Polonsky blev blacklistet.
Filmen havde dansk premiere den 15. juni 1970 i Imperial.

## Handling
Filmens historie har Paiute-indianeren Willie Boy (spillet af Robert Blake), der flygter med sin kæreste, Lola (Katharine Ross), efter at have dræbt hende far i selvforsvar. Ifølge stammeskik kan Willie herefter gøre krav på Lola som sin hustru, men efter amerikansk lov skal vice-sheriff Cooper (Robert Redford) sigte ham for mord.
Willie Boy og Lola jagtes i flere dage af et hold forfølgere ledet af Cooper. Cooper må dog vende tilbage grundet et besøg af Præsident Taft. Willie holder forfølgerne tilbage ved at beskyde dem fra toppen af Ruby Mountain. Han forsøger kun at skyde forfølgernes heste, men kommer ved et uheld til at dræbe en dusørjæger, hvilket resulterer i endnu en anklage for mord. Dage senere, da forfølgerne igen nærmer sig, dør Lola af et skudsår i brystet. Det er bevidst holdt tvetydigt, om Lola skød sig selv, så hun ikke forsinker Willie, eller om Willie dræbte hende for at holde hende ude af forfølgernes jagt. Cooper er tilbøjelig til at tro på sidstnævnte og går så i forvejen for at anholde Willie, død eller levende. Så snart Cooper indhenter ham, bliver han beskudt af Willie fra toppen af Ruby Mountain. Cooper undgår ved flere lejligheder med nød og næppe at blive skudt.
I filmen klimaks står Willie og Cooper overfor hinanden, Willie sigter på Cooper med sin riffel, og Cooper skyder Willie, der dør. Det viser sig, at Willies riffel ikke var ladt, og at Willie bevist valgte at dø fremfor at blive taget til fange.

## Medvirkende
- Robert Redford som Cooper
- Katharine Ross som Lola
- Robert Blake som Willie
- Susan Clark som Liz
- Barry Sullivan som Calvert
- John Vernon som Hacker
- Charles Aidman som Benby

## Nomineringer og priser
| Year | Pris                        | Kategori                     | Vinder/Nomineret                        | Resultat | Ref   |
| ---- | --------------------------- | ---------------------------- | --------------------------------------- | -------- | ----- |
| 1971 | British Academy Film Awards | Bedste mandlige hovedrolle   | Robert Redford                          | Vundet   | [ 6 ] |
| 1971 | British Academy Film Awards | Bedste kvindelige hovedrolle | Katharine Ross                          | Vundet   | [ 7 ] |
| 1971 | Bodilprisen                 | Bedste ikke-europæiske film  | Jagten på Willie Boy / Abraham Polonsky | Vundet   |       |